# تومب ريدر (فلم)
تومب ريدر (بالإنجليزية: Tomb Raider) أو لصة القبور هو فيلم أكشن ومغامرات صدر في 2018، من إخراج راور أوتوغ وإنتاج أمريكي بريطاني مشترك. الفيلم مبني على لعبة فيديو تحمل نفس الاسم مع بعض العناصر من لعبة 2015 رايز أوف ذا تومب رايدر وكلتاهما من تطوير كرستال دينامكس، وهو ريبوت لسلسلة أفلام تومب رايدر. الفيلم من بطولة أليسيا فيكاندير بدور لارا كروفت، ومشاركة كل من دومينيك واست، دانيال وو، نيك فروست، وكريستين سكوت توماس بأدوار ثانوية.
تلقى الفيلم مراجعات متباينة من النقاد، وجنى إيرادات وصلت إلى 274 مليون دولار. تبلغ مدة الفيلم ساعة و 58 دقيقة (أي 118 دقيقة).

## القصة
ينضم والد (لارا كروفت) لعداد المفقودين بعد ذهابه للتنقيب عن خنجر (زيان) الأثري؛ فتنطلق هي لتبحث عنه على جزيرة صينية مجهولة. وتُجنِّد (لورِن)، ابن صديق والدها القديم ليكون مرشدها على سطح الجزيرة، لكنهما يصطدمان بعواقب رحلتهما الكارثية ويجدان أنهما في محاولة للبقاء على قيد الحياة. لكن ميلر يحذر لارا أنه إذا كانت لا تدعي ذلك، فإن عقار والدها الريفي، كروفت مانور، سيتم بيعه. لارا على مضض يقبل ويكسب الوصول إلى غرفة سرية في قبر والدها. هناك تجد رسالة فيديو مسجلة مسبقا من ريتشارد تفاصيل بحثه في هيميكو، ملكة ياماتاي الأسطورية الذي قيل لقيادة السلطة على الحياة والموت. ريتشارد يحذر لارا لتدمير كل من أبحاثه، لكنها تتجاهل تحذيراته حتى تتمكن من التحقيق أكثر.
لارا تسافر إلى هونغ كونغ حيث تستأجر لو رين، قبطان السفينة التحمل، للإبحار في بحر الشيطان وجزيرة ياماتاي. السفينة ينقلب في عاصفة عنيفة وجرفت لارا على الشاطئ حيث انها فقدت الوعي. انها توقظ فقط لمواجهة ماتياس فوغل، زعيم بعثة لتحديد موقع قبر هيميكو. وقد تم تمويل البعثة من قبل منظمة غامضة تسمى الثالوث، الذي يسعى إلى تسخير وتسليح قوة هيميكو. يأخذ فوغل سجين لارا، مدعيا أنه قتل والدها وكشف أنه ينوي استخدام أبحاث ريتشارد لمواصلة رحلته الاستكشافية. ويضيف لارا ولو رين إلى قوة الرقيق له، ولكن في نهاية المطاف، واثنين منهم في محاولة للهروب، ولارا هو واحد فقط ناجحة.
بعد البقاء على قيد الحياة المنحدرات وتجنب بصعوبة الذهاب أكثر من شلال مع حطام طائرة وقت الحرب، يضطر لارا لقتل حارس الثالوث بعد حلول الظلام. انها تتبع شخصية غامضة من خلال الغابة، ويكتشف أن الرقم هو والدها، الذي بقي في الجزيرة لمنع الثالوث من العثور على قبر هيميكو. بعد أن يقنعه لارا أنها حقيقية وليست من نسج خياله، يعالج ريتشارد إصاباتها. على الرغم من احتجاجاته، لارا ينطلق في صباح اليوم التالي لسرقة الهاتف الأقمار الصناعية فوغل. لارا يجعل الاتصال مع لو رين، وانه، جنبا إلى جنب مع العبيد الآخرين، مرحلة الهاء الذي يسمح لارا للتسلل إلى مخيم الثالوث واتخاذ الهاتف. في الفوضى التي تلت ذلك، لو رين الاستيلاء على بندقية هجومية، ويوفر غطاء للهاربين والبنادق أسفل العديد من جنود الثالوث، في حين ريتشارد يشق طريقه إلى قبر هيميكو ويتم القبض عليه من قبل فوغل، الذي يقنع لارا لفتح القبر، وهو ما أعدته منذ أن كانت طفلة. وعند تلك النقطة، يُدمِّر مدخل القبر نفسه ويسقط، مما يمكن الحزب من دخول ما لم يُشاهد منذ ألفي عام على الأقل.
الحزب يتنقل سلسلة من الفخاخ الخداعية ويحدد موقع التابوت هيميكو. عندما يحاول جندي الثالوث لإزالة جثتها، يصاب بعوامل أمراض شديدة العدوى تقلل من المصابين إلى حالة عدوانية تشبه الزومبي. لارا يدرك أن Himiko كان الناقل أعراض الفيروس، الذي اختار لحفر نفسها حتى أنها لا يمكن أن تصيب الآخرين. ويخلص فوغل إلى أنه لا يستطيع إزالة جثة هيميكو ويستقر بدلاً من ذلك على فصل إصبعه، الذي ينمّيه في الحقيبة. في الارتباك، لارا وريتشارد تغلب على الجنود المتبقية، على الرغم من أن فوغل يهرب وريتشارد يصبح مصابا. مع العلم أنه لا يوجد علاج، يقترح ريتشارد تدمير قبر هيميكو لمنع انتشار المرض في جميع أنحاء العالم. لارا يلاحق فوغل وريتشارد ينطلق من قنبلة، وقتل نفسه وختم القبر. لارا يواجه ويقتل فوغل عن طريق اصابة له مع الاصبع. انها تهرب من القبر لأنها تنهار ، وإعادة تجميعها مع لو رين والعبيد ؛ أنها الاستيلاء على مروحية الثالوث للهروب ياماتاي.
لارا يعود إلى لندن, حيث أنها تقبل رسميا ميراثها ويكتشف عن غير قصد أن شركة الثالوث الجبهة, باتنا, هو في الواقع شركة تابعة لشركة كروفت القابضة. انها تشرع في التحقيق في الثالوث مزيد من ويبدأ في الشك في أن آنا هي واحدة من وكلائهم الذين تلاعبوا لها لقبول ميراثها; وكان هذا أن يكون لارا التوقيع على السيطرة على العمليات التجارية كروفت القابضة لها عندما توقف ريتشارد التعاون مع الثالوث. بعد أن شهدت قسوة الثالوث مباشرة، وقالت انها تستعد لمغامرتها المقبلة.
في مشهد منتصف الائتمانات، لارا يعود إلى متجر الرهن آلان لإعادة شراء قلادة لها وتقرر أن تأخذ مسدسين متطابقة.

## بطولة
- أليسيا فيكاندير بدور لارا كروفت.
- دومينيك واست بدور اللورد ريتشارد كروفت.
- دانيال وو بدور لو رين، قائد السفينة الذي يساعد لارا في البحث عن أبيها.
- نيك فروست بدور ماكس.
- كريستين سكوت توماس بدور أنا ميلر.
- والتون جوجينز بدور ماتياس فوغل.

## الإنتاج

### التصوير
التصوير الرئيسي للفيلم استهل في 23 يناير 2017، بمدينة كيب تاون الواقعة في جنوب أفريقيا. وانتهى في 9 يونيو 2017 باستوديوهات وارنر برذرز.

## الإصدار

### شباك التذاكر
حقق تومب رايدر عائدات بقيمة 57.4 مليون دولار في الولايات المتحدة وكندا، وما مجموعه 216.1 بالنسبة لعائدات باقي مناطق العالم، بإجمالي عائدات عالمية بلغ 273.5 مليون دولار، مقابل ميزانية إنتاج وصلت 35 مليون دولار.

### الإستقبال النقدي
تلقى الفيلم إشادة كبيرة من معظم النقاد. حصل الفيلم على تقييم 52% على موقع الطماطم الفاسدة مع متوسط تقييم 5.46/10، بناءً على 305 مراجعة. أما على موقع ميتاكريتيك فقد حصل الفيلم على معدل 48 من 100 بناء على 53 مراجعة.

## الاستجابة للفيلم
يحمل الفيلم نسبة تأييد من 51 ٪ على أساس 308 استعراض ، ومتوسط تقييم 5.47/10. يقول توافق الآراء النقدي في الموقع: «يقوم توم ريدر (سلسلة) بإعادة تشغيل الامتياز بنهج أكثر أساسًا ونجمًا من الواضح أنه أكثر من مستوى المهمة - ولا يخدم أي منهما قصة أصل غير ملهمة». في وقت صدوره، كان الفيلم الأكثر مراجعة استنادا إلى لعبة فيديو على الموقع. في ميتاكريتيك، الفيلم لديه متوسط درجة مرجحة من 48 من أصل 100، استنادا إلى 52 النقاد، مما يدل على «استعراض مختلط أو متوسط». [43] أعطى جمهور يُطلع عليه CinemaScore الفيلم متوسط درجة "B" على مقياس A+ إلى F، نفس النتيجة التي حصل عليها الفيلم عام 2001. PostTrak ذكرت أن رواد السينما أعطوها درجة إيجابية بنسبة 70٪.
أعطى مايكل فيليبس من شيكاغو تريبيون الفيلم 2 من أصل 4 نجوم وقال: "لارا كروفت إعادة تمهيد تومب رايدر ليست نصف سيئة لمدة ساعة. ثم هناك ساعة أخرى. تلك الساعة سيئة جداً ليس من الممتع مشاهدة بطلة العمل الخاصة بك يتم دفعها ولكمها وركلها على هامش فيلمها الخاص ، في حين أن الرجال يتولى ون القيادة ويتناوبون على الإفراط قبل انتهاء صلاحيتهم". [44] أعطى تود مكارثي من هوليوود ريبورتر الفيلم استعراض مختلط, انتقاد القصة ولكن مشيدا فيكاندر، والكتابة "عندما جميع الشخصيات دعم أحادية البعد والتحركات العمل مألوفة تقع على جانب الطريق, الشيء الوحيد الذي تبقى واقفا هو فيكاندر ... الفيلم سلالات المصداقية حتى بالنسبة للخيال فيد لعبة من خلال السماح للسيدة الرائدة التعافي بفظاعة بسرعة من الإصابات السيئة، ولكن بخلاف ذلك فيكاندر أوامر الاهتمام وهو العنصر هنا أن يجعل تومب رايدر نوع من المشاهدة". بيتر برادشو من الغارديان أعطى هو 2 من 5, وكتب: "في جميع أنحاء فيكندر يحافظ نوعا من هادئة يناء من طريقة.
وأشاد أوين غليبرمان من فاريتي بالفيلم، قائلاً إن «المفاجأة المثيرة لـ Tomb Raider الجديدة، التي أخرجها المتخصص في النوع النرويجي رور أوثاوغ، هي أنها لا تثبط الشعلة الداخلية لفيكاندر، أو ثلاثي الأبعاد لمواهبها. انها لا أضعاف وإدراج لها في الجمباز بشكل مفرط وCGI سعيدة ركوب التشويق. الفيلم مليء بالكرمة المتأرجحة ، القوس والسهم اطلاق النار ، القديمة الروح الاجتماع العمل ، ولكن يتم تنظيم معظمها على نطاق بشري مقنع ، واحد التي تم تفصيلها بخبرة لالمباشرة نجمها بخس».
مات زولر Seitz من RogerEbert.com أعطى الفيلم 3 من أصل 4 نجوم، وقال: «هذا هو قطعة جميلة وضعت ومتواضع من السينما العمل، مع عدد من التسلسلات التي هي رائعة كما أنها مثيرة، وبطلة الإناث الذي هو أنيق كما أنها قاتلة: العقة الركل أودري هيبورن.»
آن طومسون كتب أن تومب رايدر «كانت محمولة بشكل جيد ، ومغامرة مُطاوع بذكاء ، أكثر رسُماً في العالم الحقيقي من أسلافها الخياليين» وأنه «يؤسس لعمل بونافيديس لكل من فيكاندر والمخرج رور أوثوغ».

## وصلات خارجية
تومب ريدر على موقع IMDb (الإنجليزية)
- تومب ريدر على موقع ميتاكريتيك (الإنجليزية)
- تومب ريدر على موقع روتن توميتوز (الإنجليزية)
- تومب ريدر على موقع نتفليكس (الإنجليزية)
- تومب ريدر على موقع قاعدة بيانات الأفلام العربية
- تومب ريدر على موقع ألو سيني (الفرنسية)
- تومب ريدر على موقع Turner Classic Movies (الإنجليزية)
- تومب ريدر على موقع أول موفي (الإنجليزية)
- تومب ريدر على موقع بوكس أوفيس موجو (الإنجليزية)
- تومب ريدر على موقع فيلمافينيتي (الإسبانية)